# Никитин, Михаил Фёдорович (генерал-майор)
Михаил Фёдорович Никитин (1780—1852) — генерал-майор, участник Наполеоновских войн.
Родился в конце XVIII века; образование получил в Сухопутном кадетском корпусе, из которого был 5 июля 1798 г. выпущен с чином прапорщика.
Начиная с 1805 года, Никитин принимал участие во всех войнах с Наполеоном, причем за отличие в делах против неприятеля был награждён орденом св. Владимира 4-й степени с бантом и золотой шашкой с надписью «За храбрость». 1 января 1814 года удостоен прусского ордена Pour le Mérite. 20 января 1814 г., при взятии штурмом неприятельской батареи у города Шатобриана, Никитин был ранен пулей в голову.
4 октября 1820 г. Никитин был произведен в чин полковника и назначен командиром Литовского пехотного полка. 13 февраля 1823 г. он был награждён орденом св. Георгия 4-й степени (№ 3637 по списку Григоровича — Степанова). В 1825 г. оставил службу в Литовском пехотном полку.
В 1829 г. Никитин в чине генерал-майора (28.02.1829) состоял при начальнике 24-й пехотной дивизии генерал-лейтенанте Е. Я. Савоини. Страдая от последствий тяжкой раны, полученной в 1814 г., Никитин не мог уже проявлять прежней энергии, но продолжал служить до начала 1840-х гг., и оставил службу лишь с потерей слуха. Всего на службе он находился около 45 лет. Последние годы жизни Никитин провел в Козельце Черниговской губернии, где и умер 20 мая 1852 г.